# Директни елиминации на Шампионската лига 2012/13
Фазата на директни елиминации на Шампионска лига 2012/13 ще започне на 12 февруари 2013 г. и ще завърши на 25 май 2013 г. с финала на Уембли в Лондон, Великобритания. Директните елиминации включват 16-те отбора, които завършиха на първите две места в техните групи по време на груповата фаза.
Всеки кръг по време на директните елиминации, освен финала, се състои от два мача, като всеки отбор играе един мач у дома. Отборът с по-добра голова разлика след двата мача продължава в следващия кръг. Ако след двата мача головата разлика е равна, отборът с повече голове на чужд терен след двата мача продължава. Ако и головете на чужд терен са равни, тогава 30 минути продължения се играят, разделени на две полувремена по 15 минути. Ако по време на продълженията се вкарат голове и резултата е още равен, гостуващият отбор продължава поради повече голове на чужд терен. Ако не се отбележат голове по време на продълженията, след тях се играят дузпи. Финалът, последният кръг, е само един мач. Ако след редовните 90 минути резултата е равен се играят продължения, последвани от дузпи, ако резултата все още е равен.
В тегленето за осминафиналите, осемте победители в групите са поставени, а осемте втори отбори са непоставени. Поставеният отбор ще бъде изтеглен в мач срещу непоставен отбор, като поставеният отбор е домакин във втория мач. Отбори от една и съща група или една и съща асоциация не могат да играят един срещу друг. В тегленето за четвъртфиналите и по-нататаък няма поставени и непоставени отбори и отборите от една и съща група или една и съща асоциация могат да играят един срещу друг.

## Кръгове и тегления
Всички тегления се провеждат в Нион, Швейцария.
| Фаза                | Кръг          | Час и дата на теглене      | Първи кръг                       | Втори кръг                       |
| ------------------- | ------------- | -------------------------- | -------------------------------- | -------------------------------- |
| Директни елиминации | Осминафинали  | 20 декември 2012 г., 12:30 | 12/13 и 19/20 февруари 2013 г.   | 5/6 и 12/13 март 2013 г.         |
| Директни елиминации | Четвъртфинали | 15 март 2012 г., 14:00     | 2/3 април 2013 г.                | 9/10 април 2013 г.               |
| Директни елиминации | Полуфинали    | 12 април 2013 г.           | 23/24 април 2013 г.              | 30 април/1 май 2013 г.           |
| Директни елиминации | Финал         | 12 април 2013 г.           | 25 май 2012 г. на Уембли, Лондон | 25 май 2012 г. на Уембли, Лондон |

## Класирали се отбори
| Легенда                                   |
| ----------------------------------------- |
| Поставени в тегленето за осминафиналите   |
| Непоставени в тегленето за осминафиналите |

| Група | Победител         | Втори          |
| ----- | ----------------- | -------------- |
| A     | Пари Сен Жермен   | Порто          |
| B     | Шалке 04          | Арсенал        |
| C     | Малага            | Милан          |
| D     | Борусия Дортмунд  | Реал Мадрид    |
| E     | Ювентус           | Шахтьор Донецк |
| F     | Байерн Мюнхен     | Валенсия       |
| G     | Барселона         | Селтик         |
| H     | Манчестър Юнайтед | Галатасарай    |

## Осминафинали
Осемте победители от групите, заедно с отборите завършили на 2-ро място се тъглят в 8 двойки, които играят 2 мача помежду си. В тази фаза не могат да се срещнат отбори от същата група или от същата футболна асоциация. Победителите от групите играят реванша като домакини.
Жребият се тегли на 20 декември 2012 в Нион, Швейцария. Първите мачове се играят на 12, 13, 19 и 20 февруари 2013 г., а реваншите на 5, 6, 12 и 13 март 2013 г.
|                | Общ резултат |                   | 1-ви мач | 2-ри мач |
| -------------- | ------------ | ----------------- | -------- | -------- |
| Галатасарай    | 4:3          | Шалке 04          | 1:1      | 3:2      |
| Селтик         | 0:5          | Ювентус           | 0:3      | 0:2      |
| Арсенал        | 3:3          | Байерн Мюнхен     | 1:3      | 2:0      |
| Шахтьор Донецк | 2:5          | Борусия Дортмунд  | 2:2      | 0:3      |
| Милан          | 2:4          | Барселона         | 2:0      | 0:4      |
| Реал Мадрид    | 3:2          | Манчестър Юнайтед | 1:1      | 2:1      |
| Валенсия       | 2:3          | Пари Сен Жермен   | 1:2      | 1:1      |
| Порто          | 1:2          | Малага            | 1:0      | 0:2      |

### Първи кръг
| 12 февруари 2013 20:45 |

| Селтик | 0 – 3  | Ювентус                           |
| ------ | ------ | --------------------------------- |
|        | Доклад | Матри 3' Маркизио 77' Вучинич 83' |

| Селтик Парк, Глазгоу 57 917 зрители |

| 12 февруари 2013 20:45 |

| Валенсия | 1 – 2  | Пари Сен Жермен        |
| -------- | ------ | ---------------------- |
| Рами 90' | Доклад | Лавеци 10' Пасторе 43' |

| Естадио Местая, Валенсия 36 000 зрители |

| 13 февруари 2013 20:45 |

| Шахтьор Донецк      | 2 – 2  | Борусия Дортмунд           |
| ------------------- | ------ | -------------------------- |
| Сърна 31' Коста 68' | Доклад | Левандовски 41' Хумелс 87' |

| Донбас Арена, Донецк 49 140 зрители |

| 13 февруари 2013 20:45 |

| Реал Мадрид | 1 – 1  | Манчестър Юнайтед |
| ----------- | ------ | ----------------- |
| Роналдо 30' | Доклад | Уелбек 20'        |

| Сантяго Бернабеу, Мадрид 79 429 зрители |

| 19 февруари 2013 20:45 |

| Арсенал      | 1 – 3  | Байерн Мюнхен                    |
| ------------ | ------ | -------------------------------- |
| Подолски 55' | Доклад | Кроос 7' Мюлер 21' Манджукич 77' |

| Емирейтс Стейдиъм, Лондон 59 974 зрители |

| 19 февруари 2013 20:45 |

| Порто        | 1 – 0  | Малага |
| ------------ | ------ | ------ |
| Моутиньо 56' | Доклад |        |

| Ещадио до Драгао, Порто 42 209 зрители |

| 20 февруари 2013 20:45 |

| Галатасарай   | 1 – 1  | Шалке 04   |
| ------------- | ------ | ---------- |
| Б. Йълмаз 12' | Доклад | Джоунс 45' |

| Тюрк Телеком Арена, Истанбул 50 734 зрители |

| 20 февруари 2013 20:45 |

| Милан                   | 2 – 0  | Барселона |
| ----------------------- | ------ | --------- |
| Боатенг 57' Мунтари 81' | Доклад |           |

| Джузепе Меаца, Милано 79 532 зрители |

### Втори кръг
| 5 март 2013 20:45 |

| Борусия Дортмунд                        | 3 – 0  | Шахтьор Донецк |
| --------------------------------------- | ------ | -------------- |
| Сантана 31' Гьотце 37' Блашчиковски 59' | Доклад |                |

| Сигнал Идуна Парк, Дортмунд 65 413 зрители |

Борусия Дортмунд печели с общ резултат 5–2
| 5 март 2013 20:45 |

| Манчестър Юнайтед | 1 – 2  | Реал Мадрид            |
| ----------------- | ------ | ---------------------- |
| Рамос 48' (авт.)  | Доклад | Модрич 66' Роналдо 69' |

| Олд Трафорд, Манчестър 74 959 зрители |

Реал Мадрид печели с общ резултат 3–2
| 6 март 2013 20:45 |

| Ювентус                 | 2 – 0  | Селтик |
| ----------------------- | ------ | ------ |
| Матри 24' Куалярела 65' | Доклад |        |

| Ювентус Арена, Торино 39 011 зрители |

Ювентус печели с общ резултат 5–0
| 6 март 2013 20:45 |

| Пари Сен Жермен | 1 – 1  | Валенсия  |
| --------------- | ------ | --------- |
| Лавеци 66'      | Доклад | Жонас 55' |

| Парк де Пренс, Париж 44 867 зрители |

Пари Сен Жермен печели с общ резултат 3–2
| 12 март 2013 20:45 |

| Шалке 04                | 2 – 3  | Галатасарай                         |
| ----------------------- | ------ | ----------------------------------- |
| Нойщетер 18' Бастош 63' | Доклад | Алтънтоп 37' Йълмаз 42' Булут 90+5' |

| Фелтинс Арена, Гелзенкирхен 54 142 зрители |

Галатасарай печели с общ резултат 4–3
| 12 март 2013 20:45 |

| Барселона                       | 4 – 0  | Милан |
| ------------------------------- | ------ | ----- |
| Меси 5', 40' Вия 55' Алба 90+2' | Доклад |       |

| Ноу Камп, Барселона 94 944 зрители |

Барселона печели с общ резултат 4–2
| 13 март 2013 20:45 |

| Байерн Мюнхен | 0 – 2  | Арсенал              |
| ------------- | ------ | -------------------- |
|               | Доклад | Жиру 3' Косиелни 86' |

| Алианц Арена, Мюнхен 68 000 зрители |

Арсенал 3–3 Байерн Мюнхен. Байерн Мюнхен печели поради повече отбелязани голове на чужд терен.
| 13 март 2013 20:45 |

| Малага                  | 2 – 0  | Порто |
| ----------------------- | ------ | ----- |
| Иско 43' Санта Крус 77' | Доклад |       |

| Естадио Ла Росаленда, Малага 27 451 зрители |

Малага печели с общ резултат 2–1

## Четвъртфинали
От фазата на четвъртфиналите отборите се теглят от една обща урна, като първият изтеглен отбор е домакин в първия мач. Жребият се състои на 15 март 2013 г. Мачовете се играят на 2 и 3 aприл 2013 г. (първи срещи), както и на 9 и 10 април 2013 г.
|                 | Общ резултат |                  | 1-ви мач | 2-ри мач |
| --------------- | ------------ | ---------------- | -------- | -------- |
| Малага          | 2:3          | Борусия Дортмунд | 0:0      | 2:3      |
| Реал Мадрид     | 5:3          | Галатасарай      | 3:0      | 2:3      |
| Пари Сен Жермен | 3:3          | Барселона        | 2:2      | 1:1      |
| Байерн Мюнхен   | 4:0          | Ювентус          | 2:0      | 2:0      |

### Първи кръг
| 2 април 2013 20:45 |

| Пари Сен Жермен               | 2 – 2  | Барселона              |
| ----------------------------- | ------ | ---------------------- |
| Ибрахимович 79' Матюиди 90+4' | Доклад | Меси 38' Шави 89' (д.) |

| Парк де Пренс, Париж 45 336 зрители |

| 2 април 2013 20:45 |

| Байерн Мюнхен      | 2 – 0  | Ювентус |
| ------------------ | ------ | ------- |
| Алаба 1' Мюлер 63' | Доклад |         |

| Алианц Арена, Мюнхен 68 000 зрители |

| 3 април 2013 20:45 |

| Малага | 0 – 0  | Борусия Дортмунд |
| ------ | ------ | ---------------- |
|        | Доклад |                  |

| Естадио Ла Росаленда, Малага 28 548 зрители |

| 3 април 2013 20:45 |

| Реал Мадрид                       | 3 – 0  | Галатасарай |
| --------------------------------- | ------ | ----------- |
| Роналдо 9' Бензема 29' Игуаин 73' | Доклад |             |

| Сантяго Бернабеу, Мадрид 76 462 зрители |

### Втори кръг
| 9 април 2013 20:45 |

| Борусия Дортмунд                         | 3 – 2  | Малага                |
| ---------------------------------------- | ------ | --------------------- |
| Левандовски 40' Ройс 90+1' Сантана 90+3' | Доклад | Хоакин 25' Елисеу 82' |

| Сигнал Идуна Парк, Дортмунд 65 829 зрители |

Борусия Дортмунд печели с общ резултат 3–2
| 9 април 2013 20:45 |

| Галатасарай                     | 3 – 2  | Реал Мадрид       |
| ------------------------------- | ------ | ----------------- |
| Ебуе 58' Снайдер 70' Дрогба 72' | Доклад | Роналдо 7', 90+3' |

| Тюрк Телеком Арена, Истанбул 49 975 зрители |

Реал Мадрид печели с общ резултат 5–3
| 10 април 2013 20:45 |

| Барселона | 1 – 1  | Пари Сен Жермен |
| --------- | ------ | --------------- |
| Педро 71' | Доклад | Пасторе 50'     |

| Ноу Камп, Барселона 96 022 зрители |

Пари Сен Жермен 3–3 Барселона. Барселона печели поради повече отбелязани голове на чужд терен.
| 10 април 2013 20:45 |

| Ювентус | 0 – 2  | Байерн Мюнхен              |
| ------- | ------ | -------------------------- |
|         | Доклад | Манджукич 64' Писаро 90+1' |

| Ювентус Арена, Торино 40 823 зрители |

Байерн Мюнхен печели с общ резултат 4–0

## Полуфинал
Тегленето на жребия за тази фаза ще се тегли на 12 април 2013 г. Първите мачове ще се играят на 23 и 24 април, а реваншите на 30 април и 1 май 2013 г.
|                  | Общ резултат |             | 1-ви мач | 2-ри мач |
| ---------------- | ------------ | ----------- | -------- | -------- |
| Байерн Мюнхен    | 7:0          | Барселона   | 4:0      | 3:0      |
| Борусия Дортмунд | 4:3          | Реал Мадрид | 4:1      | 0:2      |

### Първи кръг
| 23 април 2013 20:45 |

| Байерн Мюнхен                      | 4 – 0  | Барселона |
| ---------------------------------- | ------ | --------- |
| Мюлер 25', 82' Гомес 49' Робен 73' | Доклад |           |

| Алианц Арена, Мюнхен 68 000 зрители |

| 24 април 2013 20:45 |

| Борусия Дортмунд                   | 4 – 1  | Реал Мадрид |
| ---------------------------------- | ------ | ----------- |
| Левандовски 8', 50', 56', 66' (д.) | Доклад | Роналдо 43' |

| Сигнал Идуна Парк, Дортмунд 65 829 зрители |

### Втори кръг
| 30 април 2013 20:45 |

| Реал Мадрид           | 2 – 0  | Борусия Дортмунд |
| --------------------- | ------ | ---------------- |
| Бензема 83' Рамос 88' | Доклад |                  |

| Сантяго Бернабеу, Мадрид 76 000 зрители |

Борусия Дортмунд печели с общ резултат 4–3
| 1 май 2013 20:45 |

| Барселона | 0 – 3  | Байерн Мюнхен                       |
| --------- | ------ | ----------------------------------- |
|           | Доклад | Робен 48' Пике 72' (авт.) Мюлер 76' |

| Ноу Камп, Барселона 96 636 зрители |

Байерн Мюнхен печели с общ резултат 7–0